# جرزيجورز كاليسياك
جرزيجورز سويرين كاليسياك (بالبولندية: Grzegorz Seweryn Kaliciak) (23 مارس 1973  - ) هو عقيد في القوات المسلحة البولندية.